# Tawfiq Canaan
Tawfiq Canaan  (24 de septiembre de 1882-15 de enero de 1964) fue un médico pionero, investigador médico, etnógrafo y nacionalista palestino. Nacido en Beit Jala durante el dominio del Imperio Otomano, se desempeñó como oficial médico en el ejército otomano durante la Primera Guerra Mundial Durante el dominio británico, se desempeñó como el primer Presidente de la Asociación Médica Árabe Palestina fundada en 1944, y como el director de varios hospitales de la zona de Jerusalén, antes, durante y después de la guerra de 1948. A lo largo de su carrera médica, fue autor de más de 37 estudios sobre temas como la medicina tropical, la bacteriología, la malaria, la tuberculosis y las condiciones de salud en Palestina, y contribuyó a la investigación que dio lugar a una cura para la lepra.
Profundamente interesado en el folklore palestino, creencias populares y supersticiones, Canaán recogido más de 1.400 amuletos y objetos talismánicas celebradas tener propiedades protectoras curación y. Sus análisis publicados de estos objetos, y otras tradiciones y prácticas folklóricas populares, le trajo el reconocimiento como etnógrafo y antropólogo.  Los varios libros y más de 50 artículos que escribió en Inglés y alemán servir como valiosa recursos a los investigadores de la herencia del Este Palestina y Oriente. 
Una figura pública abierta, también escribió dos libros sobre el problema palestino, lo que refleja su participación en el enfrentamiento al imperialismo británico y el sionismo.   A pesar de su detención por las autoridades británicas en 1939 y la destrucción de su hogar familiar y clínica en Jerusalén durante la Nakba de 1948, Canaán logró restablecer su vida y carrera en Jerusalén Oriental bajo dominio jordano. En primer lugar tomar refugio en un convento en la ciudad vieja por dos años, fue nombrado director del Hospital Augusta Victoria en el Monte de los Olivos, donde vivía con su familia a través de su retiro hasta su muerte en 1964.